# Бурангулов, Мажит Фазлыевич
Мажит Фазлыевич Бурангулов (баш. Мәжит Фазлый улы Буранғолов; 1904, Ильяскино, Бузулукский уезд, Самарская губерния — 7 марта 1943, Выдро, Смоленская область) — советский народный певец, музыкант.

## Биография
Бурангулов Мажит Фазлыевич родился в 1904 году в деревне Ильяскино Бузулукского уезда Самарской губернии (ныне деревня Верхнеильясово Красногвардейского района Оренбургской области).
В 1927 году окончил Оренбургский башкирский педагогический техникум. В 1927—1930 годах работал учителем в сельских школах Макаровского района Башкирской АССР. В 1930—1934 годах являлся сотрудником газеты «Кызыл Башкортостан» (Уфа).
В 1934—1938 годах в Ленинграде учился на курсах редакторов-переводчиков. С 1938 года вновь работает в редакции газеты «Кызыл Башкортостан».
Был знатоком и исполнителем башкирских народных песен, из них многие песни («Ашкадар», «Бииш», «Зульхиза», «Кулуй-кантон», «Сынграу торна», «Ялан Яркей» и другие), а также ряд «зимогорских» песен были записаны от Мажита Фазлыевича и вошли в сборник «Башкирские народные песни и наигрыши». Играл на курае, скрипке, мандолине, фортепиано.
Мажит Бурангулов был одним из редакторов-составителей первого русско-башкирского словаря, который был издан в Москве в 1948 году.
22 ноября 1941 года журналист-переводчик газеты «Кызыл Башкортостан» Мазит Бурангулов был арестован. Не был осуждён. Дата реабилитации: 27 марта 1942 года (БД «Жертвы политического террора в СССР»; Книга памяти Республики Башкортостан).
Участвовал в Великой Отечественной войне. Место службы: 17-я гвардейская стрелковая дивизия. Звание гвардии сержант.
Умер от ран 7 марта 1943 года около деревни Выдро (Выдра) Бельского района Смоленской области РСФСР. Первичное место захоронения — северо-западнее деревни Выдра, 1 км, лес, братская могила. Позднее, по другим данным, перезахоронен на воинском кладбище Демяхи.